# Wafest
WAFEst (WaterAirFireEarth feSTival) — российский ежегодный многоформатный фестиваль, проходящий на открытом воздухе в Нижегородской области. Проводился с 2011 до 2019 года (за исключением 2017) усилиями добровольцев и команды организаторов в сосновом лесу на берегу Горьковского моря в районе пос. Буревестник на базе Серфлагеря. В отличие от многих других фестивалей, WAFEst объявлен безалкогольной зоной, продажа, и употребление любого алкоголя запрещены.
Фестиваль традиционно делится на четыре параллельно проходящие части, посвящённые различным стихиям, как то:
- Water, в рамках которой проводятся спортивные и развлекательные мероприятия на воде: виндсерфинг для любителей и профи, зорбинг, кайтинг, и другие.
- Air, включающая в себя музыкальную программу, роуп-джампинг, водный троллей, шоу мыльных пузырей, театральные выступления
- Fire, стихия Огня на фестивале представляет собой масштабный огненный фестиваль с международными звёздами фаер-шоу в качестве хедлайнеров
- Earth, это йога, слэклайн, различные арт-объекты, ярмарка нестандартных товаров, и многое другое

## История

### WAFEst-2011
1-2 июля 2011 состоялся первый WAFEst. Проводились многочисленные мастер-классы, спортивные соревнования, выступления музыкальных команд, таких как Пижоны (экс-Мистер-Твистер), Yoki, Mervent и фаер-шоу на специальной сцене на воде. Количество посетителей — около 1000 человек

### WAFEst-2012
С 28 июня по 1 июля 2012 года проходил второй WAFEst. Программа фестиваля существенно расширилась, музыкальных сцен стало уже две, фестиваль захватил новые территории. Музыкальными хедлайнерами стали такие группы, как Exit Project, АлоэВера, Подвижники, Тёплые Вещи, и другие. Впервые были организованы тематические музыкально-танцевальные блоки. Количество посетителей составило около 2500 чел.

### WAFEst-2013
С 4 по 7 июля 2013 года прошёл третий WAFEst. Тематика этого года — «Планета». Усилиями организаторов и волонтёров этот фестиваль стал по-настоящему масштабным и значимым. Состоялось более 100 мастер-классов по различным направлениям субкультурной жизни молодёжи: музыка, танцы, огненное шоу, йога, театральное мастерство. Огненный фестиваль в рамках WAFEst вышел на международный уровень: на гигантской сцене. построенной прямо на воде, выступали и давали мастер классы лидеры международного движения фаер-шоу, немецкая команда LOOOOP. Были решены многие вопросы с организацией, охраной, питанием. Количество посетителей по разным оценкам составило 3500-4000 человек

### WAFEst-2014
С 3 по 6 июля 2014 прошёл четвёртый WAFEst. Тематика четвертого фестиваля позитивных субкультур — «Фестиваль пути». Более 5000 человек стали свидетелями дальнейшего развития фестиваля. Музыкальная программа пополнилась такими именитыми участниками как Сергей Старостин, группа Полюса. Техническое обеспечение вышло на качественно новый уровень, была внедрена электронная система регистрации посетителей, появились новые сцены и объекты.

### WAFEst-2015
Тематика V фестиваля WAFEst — «5 элемент».

### WAFEst-2016
Тематика VI фестиваля стихий WAFEst — «Шестое чувство».

### WAFEst-2017
В данном году фестиваль не проводился. По словам организаторов — фестиваль «взял каникулы», перерыв на поиски вдохновения.

### WAFEst-2018
С 1 по 5 августа 2018 года прошёл седьмой фестиваль. Тематикой VII WAFEst стало — «Вдохновение». Хедлайнером музыкальной части стали такие известные музыканты, как Mgzavrebi

### WAFEst-2019
С 4 по 7 июля 2019 года в Нижегородской области на Горьковском море состоялся VIII фестиваль стихий «WAFEst», организаторами которого являются команда LIFE и Сёрф-лагерь. Тема фестиваля стихий WAFEst-2019 — «Бесконечность»!

## Условия

### Правила
Распитие алкогольных напитков и употребление наркотиков строго запрещена. Курение возможно только в специально отведенных для этого местах.
Разведение костров в лесу запрещено (разрешено использование только туристических газовых горелок). Проведение животных на территорию фестиваля не допускается.
Охрана строго следит за соблюдением правил фестиваля.

### Проживание
Проживание на WAFEst в основном происходит в палатках. Так же площадка фестиваля Сёрфлагерь предоставляет в аренду небольшие домики. Рядом с фестивалем находится пансионат «Буревестник», загородный отель «Акватория» и другие дома отдыха.

### Питание
На территории фестиваля (в палаточном лагере) возможна готовка на туристических горелках. Также на территории работало несколько точек питания, где за отдельную плату можно было поесть, в том числе вегетерианское питание.

## Статьи
- «МК»: Берег Горьковского Моря превратился в страну WAFEst
- «ННТВ»: Телевизионный сюжет о WAFEst-2013 (недоступная ссылка)